# 乌塔货运航空
乌塔货运航空（UTAir Cargo）是一家俄罗斯的货运航空公司，总部位于秋明普列汉诺夫，是乌塔航空的一家子公司。